# Parochie van de Heilige Geest (Nijmegen)
De parochie van de Heilige Geest is een rooms-katholieke parochie in Nijmegen. Ze is gewijd aan de Heilige Geest en is met name bedoeld voor studenten en medewerkers van de Radboud Universiteit en de HAN. De studentenkerk op de campus van de RU is de hoofdkerk en tegelijkertijd het enige kerkgebouw van deze parochie. In de Studentenkerk wordt de Hl. Mis gevierd, maar er worden ook protestantse kerkdiensten en oecumenische vieringen gehouden. Verder kunnen moslims bidden in een speciale ruimte en worden er ook niet-religieuze activiteiten georganiseerd. 
Relatief veel kerkgangers zijn jong en van buitenlandse komaf. Om die laatste reden worden er ook wekelijks Engelstalige eucharistievieringen gehouden.

## Afbeelding

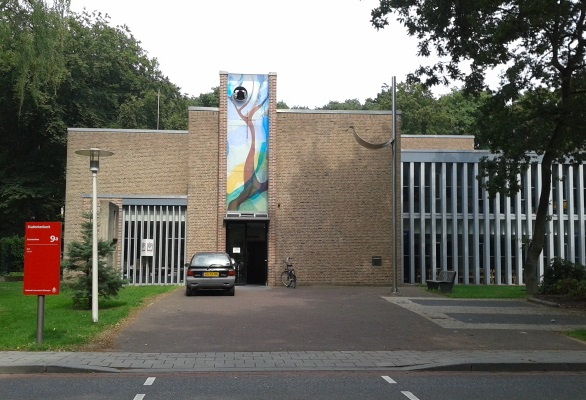
Studentenkerk op de campus van de RU
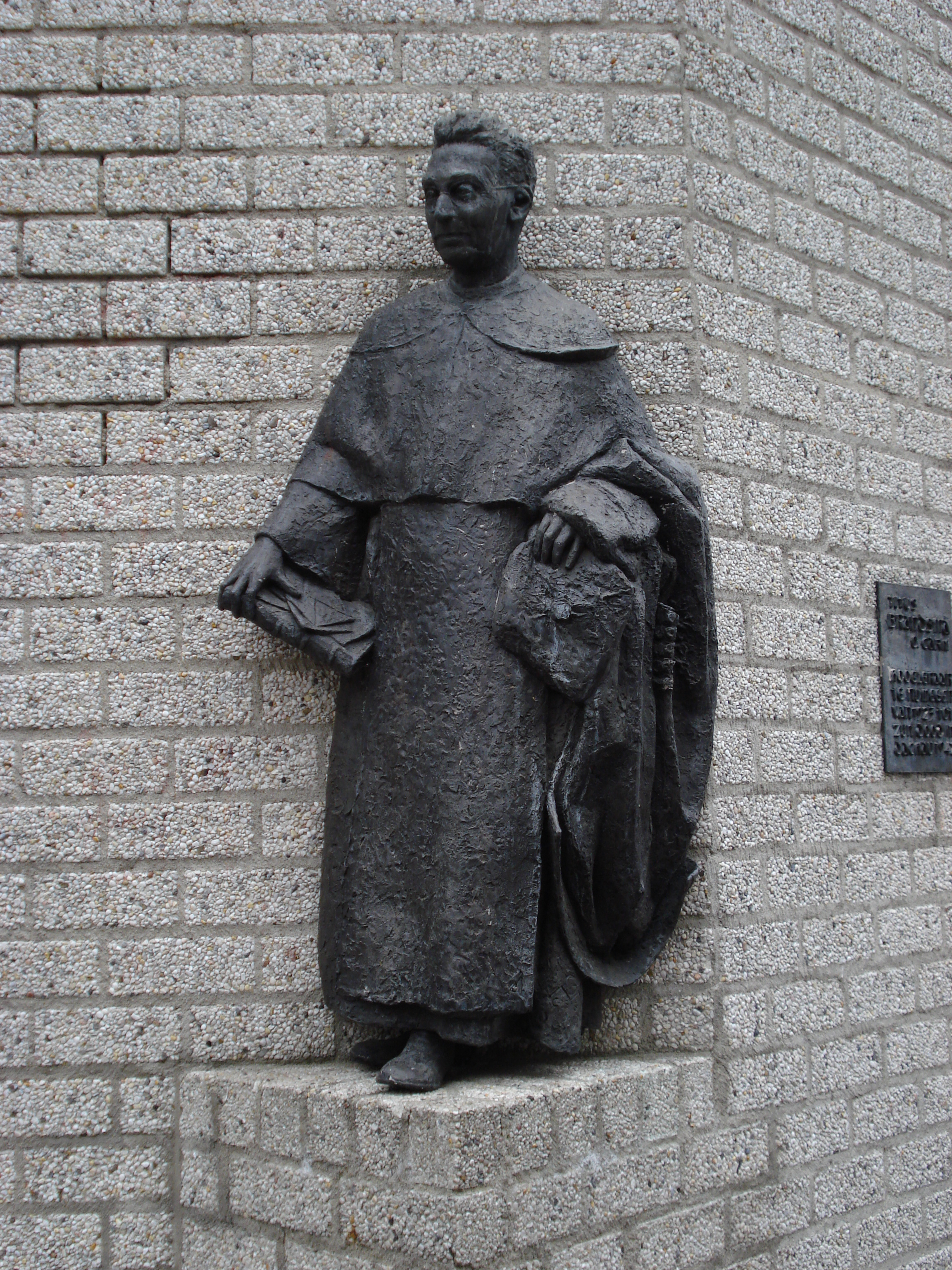
Thomas van Aquinostraat, beeld van Titus Brandsma
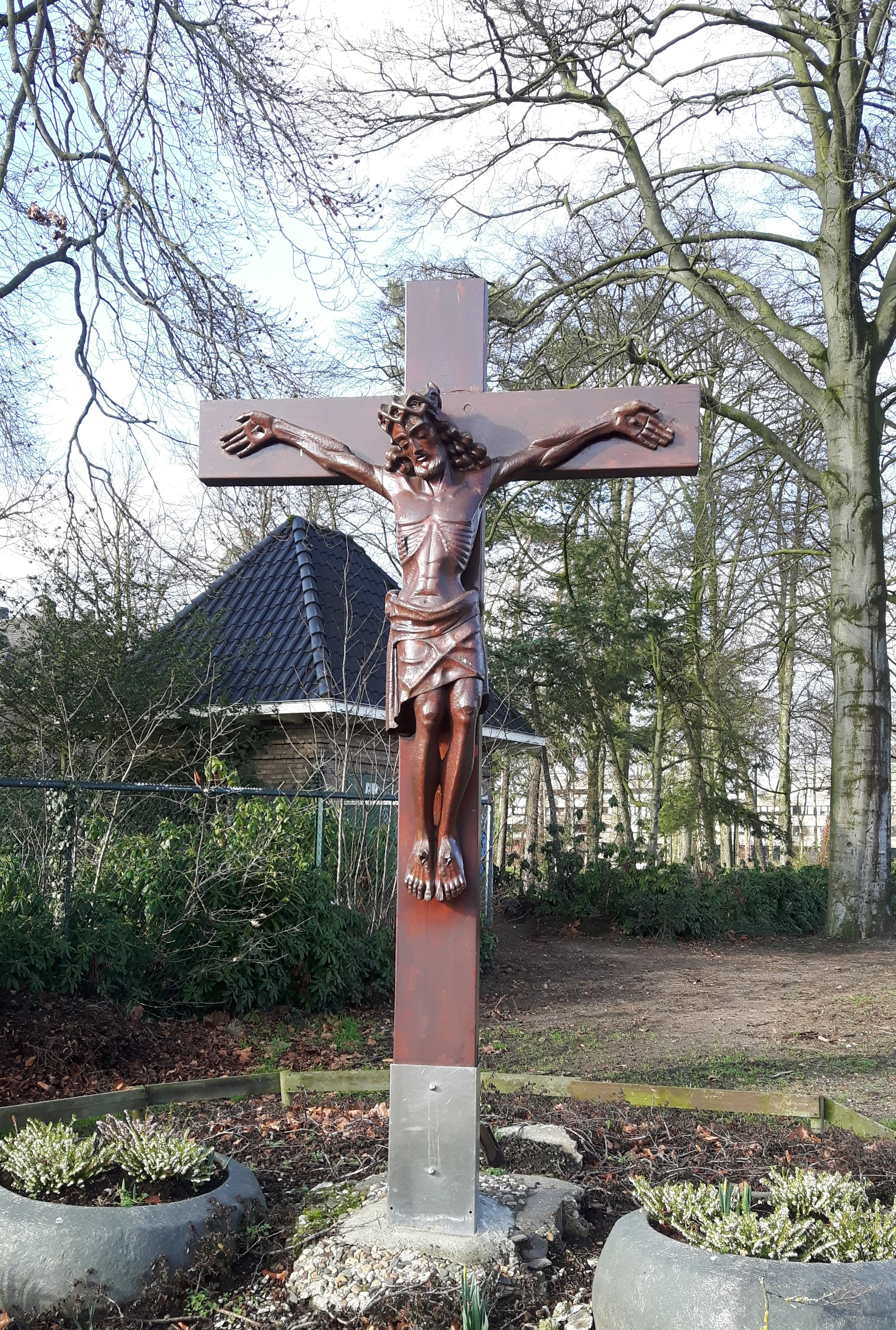
Wegkruis op de hoek van de Houtlaan en de Heyendaalseweg
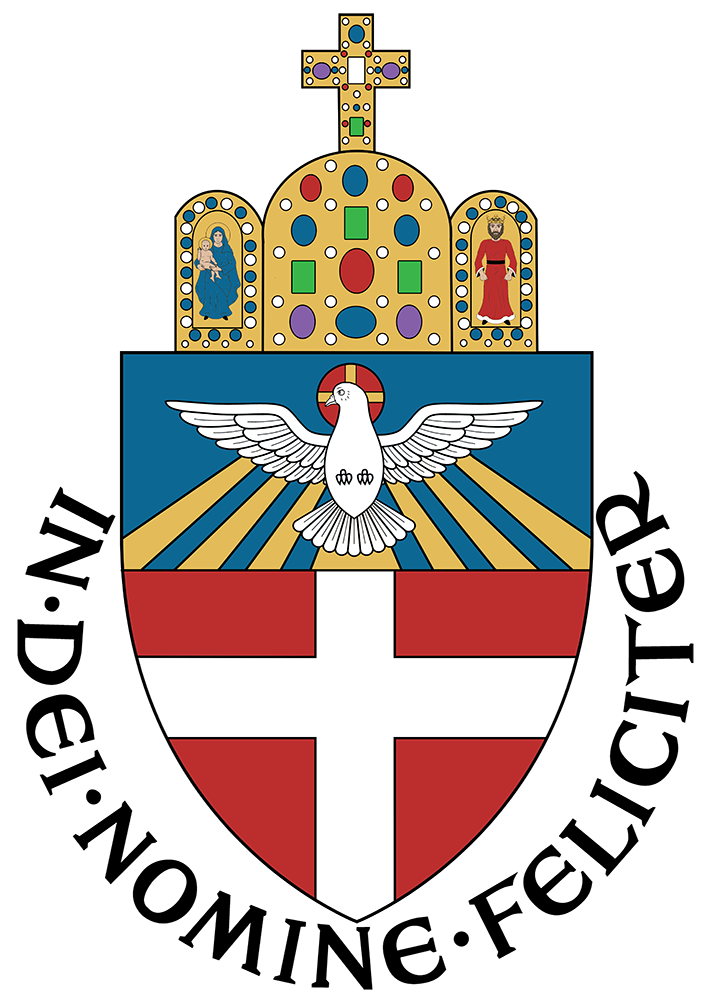
Het wapen van de Radboud Universiteit
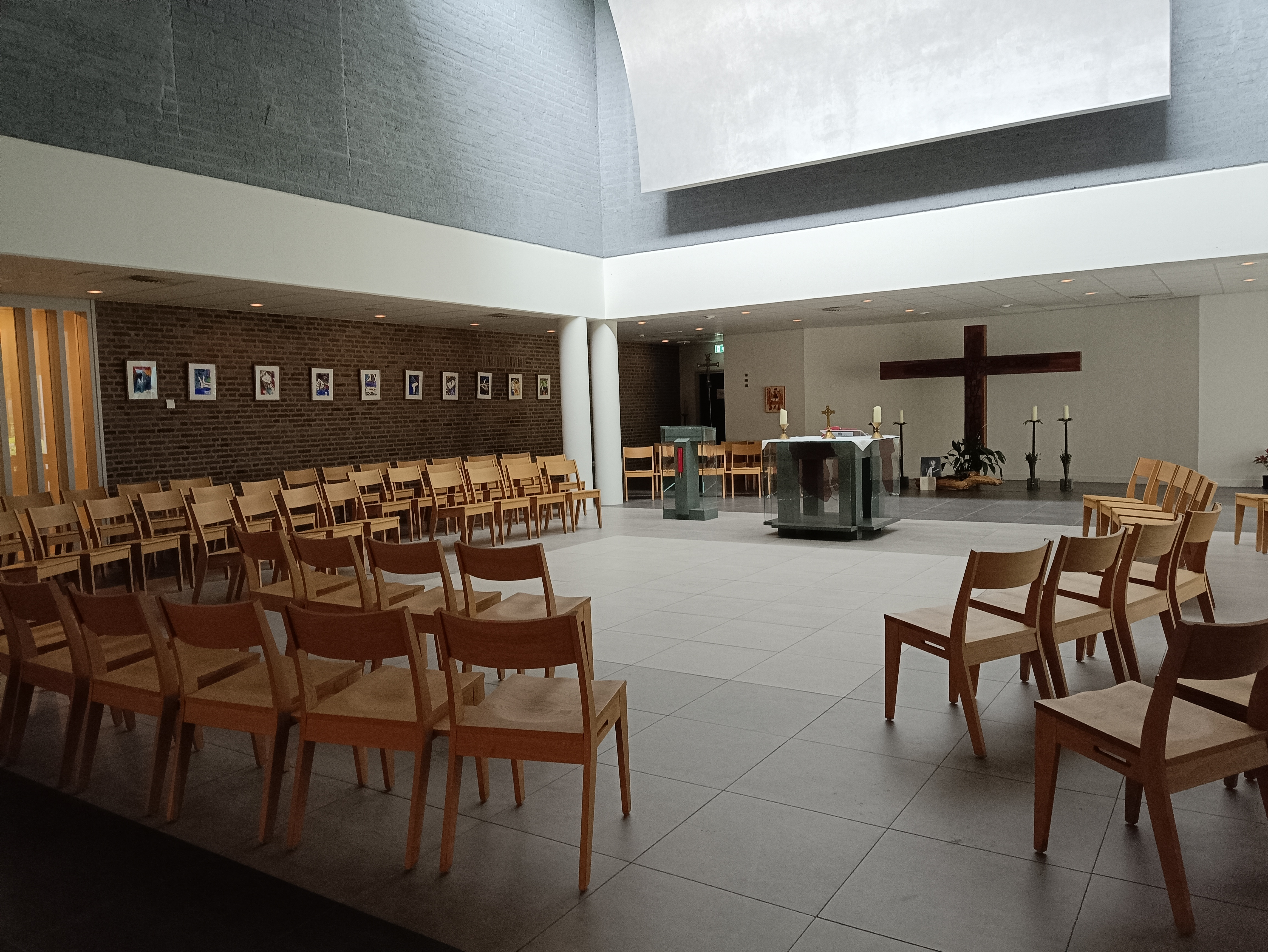
Het interieur van de Studentenkerk